# Haus Behrenstraße 3 und 4 (Berlin)

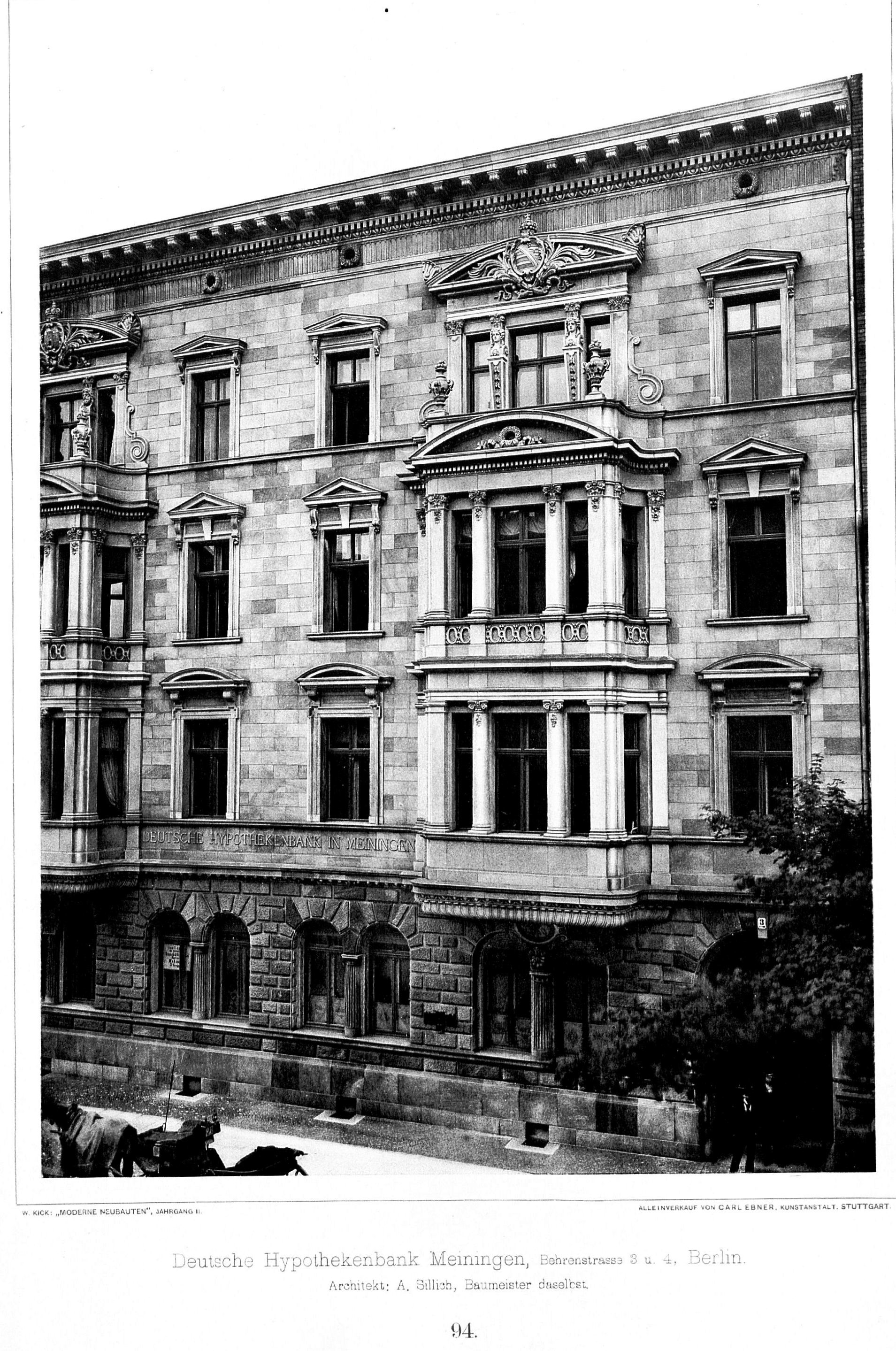
Haus Behrenstraße 3 und 4 (vor 1898)

Das Geschäftshaus Behrenstraße 3 und 4 in Berlin war ein Gebäude im Stil des Historismus, das nach Plänen des Baumeisters A. Sillich vor 1898 errichtet wurde. Es ist nicht mehr erhalten.

## Geschichte
Das Haus beheimatete die Deutsche Hypothekenbank Meiningen, Tochterinstitut der Mitteldeutschen Creditbank. Bis 1890 hatte die Bank ihren Geschäftsbetrieb in dem der Kreditbank gehörenden Haus Behrenstraße 2. Nachdem sie das Nachbargrundstück von 420 m² Größe zum Preis von 240.000 Mark erworben hatte, ließ sie darauf ein dreigeschossiges Geschäftshaus errichten, wo sie im ersten Stockwerk das Bankengeschäft eröffnete. 1893 erwarb sie auch das Grundstück Behrenstraße Nr. 4 mit 483 m² Größe für 330.000 Mark und entschied sich für einen Neubau. In dem Neubau wurden im Erdgeschoss zwei Geschäfte eröffnet. Die Ausführung erfolgte mit „aller Sorgfalt und gutem Material, Sandsteinfacade, gewölbte Decken, Stuck und Marmor“. Die Kosten des Altbaus betrugen 280.000 Mark, die des Neubaus mit Zinsverlusten und Beschaffung neuen Mobiliars 250.000 Mark.